# ハイウェイ (映画)
『ハイウェイ』（Baby The Rain Must Fall）は1965年のアメリカ合衆国の映画。
ホートン・フートの戯曲『旅する女』を映画化した作品。出演はスティーヴ・マックィーンやリー・レミックなど。また、本作はグレン・キャンベルの映画デビュー作となった。

## キャスト
※括弧内は日本語吹替（日本テレビ版）
- ヘンリー・トーマス：スティーヴ・マックィーン（声：納谷六朗）
- ジョー・ジェット：リー・レミック（声：増山江威子）
- マーガレット：キンバリー・ブロック（声：貴家堂子）
- スリム：ドン・マレー（声：筈見純）
- 判事：ポール・フィックス（声：石井敏郎）
- キャサリン：エステル・ヘムズリー（声：川路夏子）
- クララ夫人：ルース・ホワイト（声：稲葉まつ子）
- バンドメンバー：グレン・キャンベル[3]

## スタッフ
- 監督：ロバート・マリガン
- 製作：アラン・J・パクラ
- 原作・脚本：ホートン・フート
- 撮影：アーネスト・ラズロ
- 音楽：エルマー・バーンスタイン

### 日本語版
- 演出：山田悦司
- 翻訳：桂ふとし
- 調整：坂巻四郎
- 制作：グロービジョン